# Little Armenia
Little Armenia (en français, « Petite Arménie ») est un secteur de Hollywood, quartier de la ville de Los Angeles, en Californie.

## Présentation
Située dans la partie Est de Hollywood, Little Armenia est le quartier de la communauté arménienne de Los Angeles, d'où son nom.
Son nom vient du grand nombre d’Arméniens qui y vivent et aussi du grand nombre de commerces et magasins arméniens ouverts au début des années 1970.
L'église arménienne apostolique Saint-Garabed est une des églises arméniennes du quartier située sur l'avenue Alexandria. Construite en 1978, elle est située en face de l'école arménienne Rose et Alex Pilibos.
Bien qu′Hollywood était autrefois le foyer de la plus grande communauté arménienne de la région, la ville de Glendale la surpasse en nombre et proportion d'Arméniens.
En 2011, le Grand Los Angeles compte plus de 214 000 descendants d'Arméniens.

## Galerie photographique

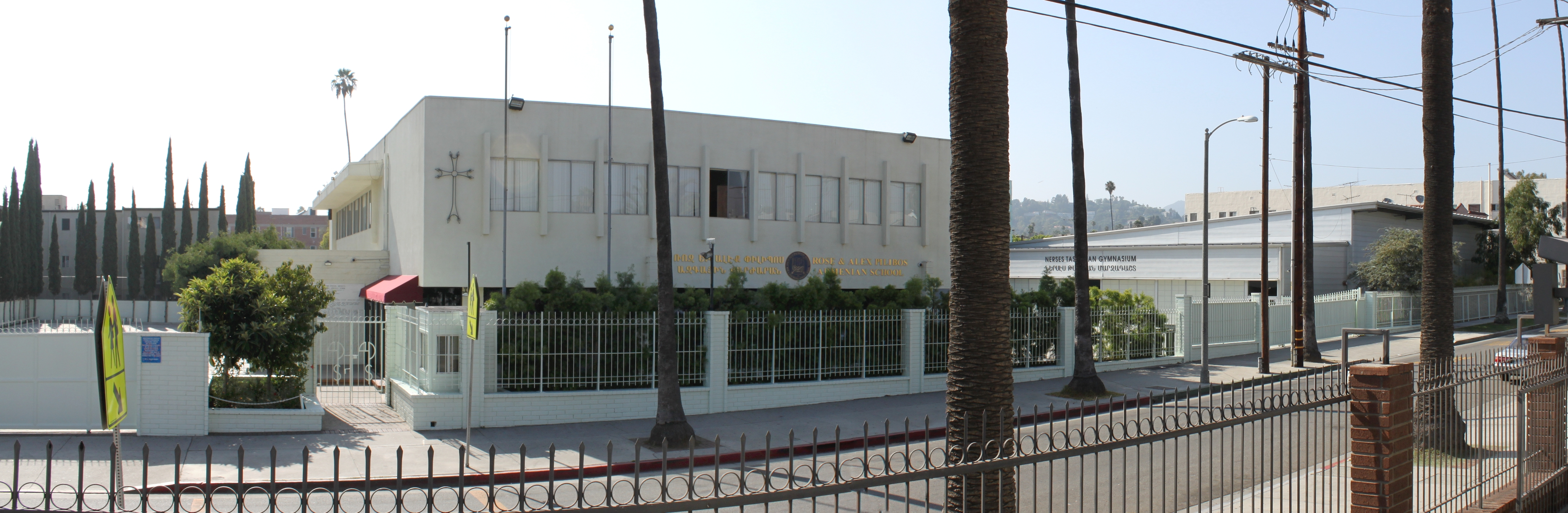
L’école arménienne Rose et Alex Pilibos.
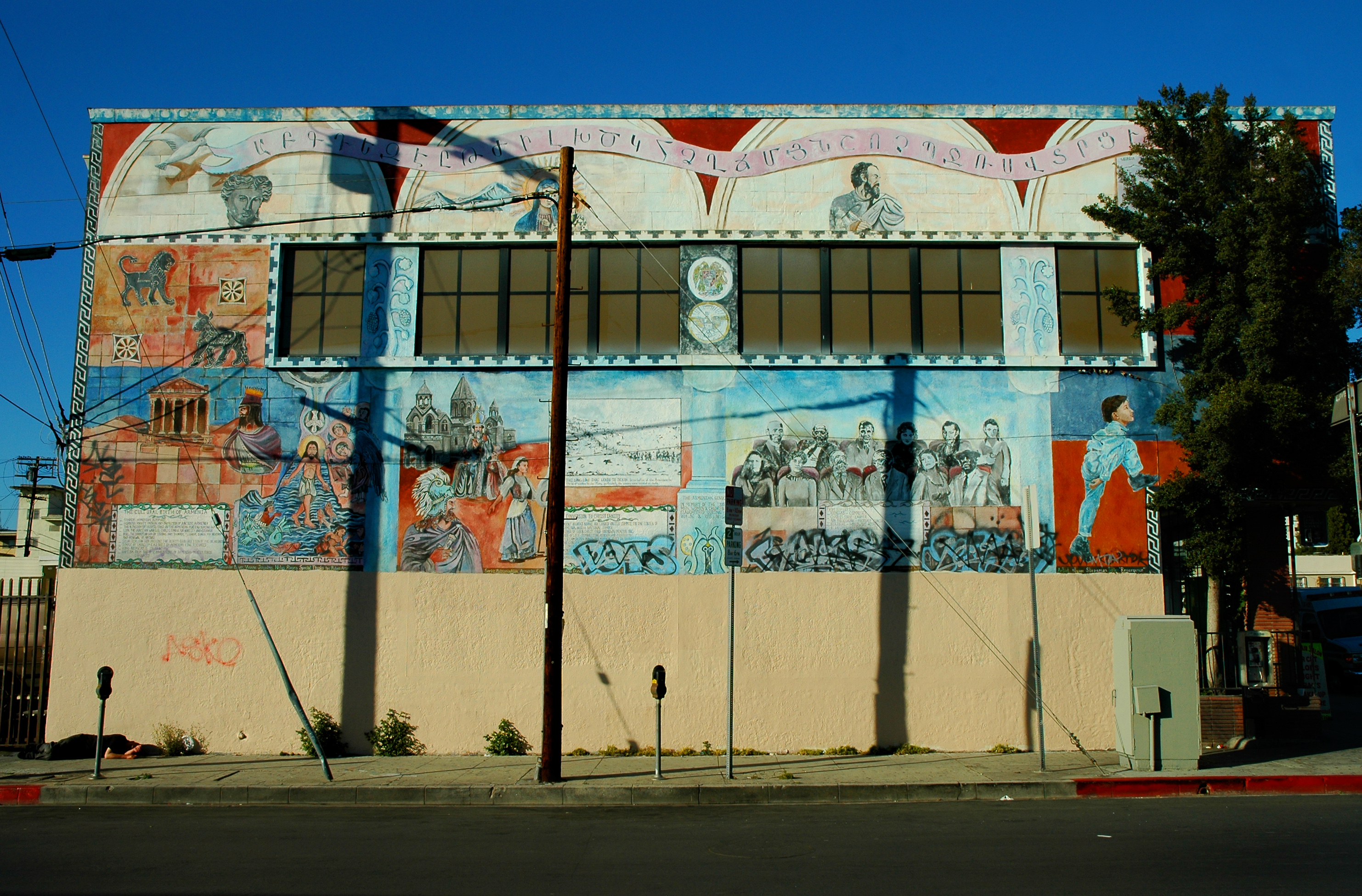
Mur sur l’histoire de l’Arménie.
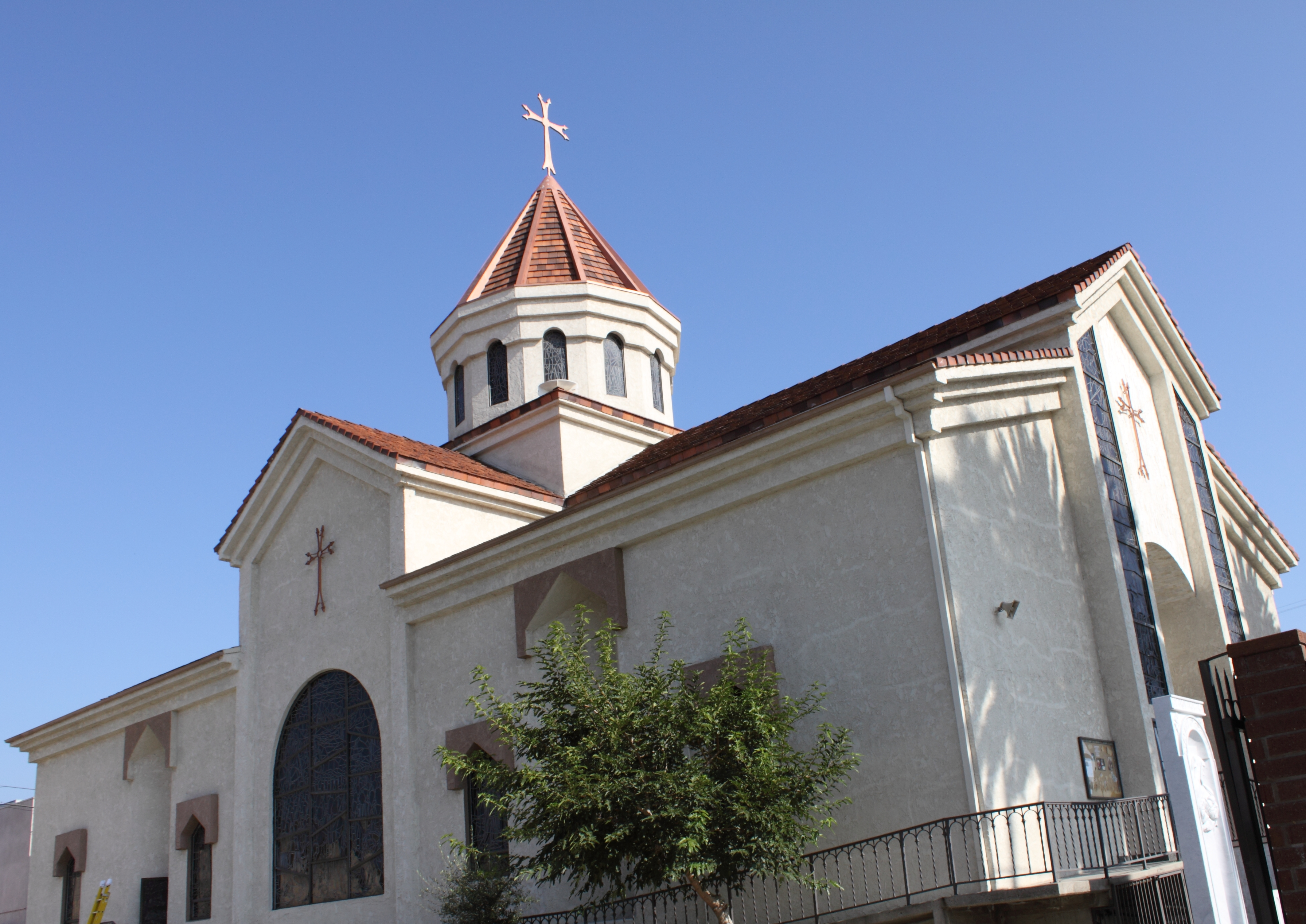
L’église Saint-Garabed sur Alexandria Avenue.